# Кокер, Гарет
Гарет Кокер (англ. Gareth Coker, род. 7 мая 1984) — британский композитор. Известен как автор саундтреков к играм студии Moon Studios — Ori and the Blind Forest и Ori and the Will of the Wisps, а также к разрабатываемой Halo Infinite.

## Биография
Кокер начал учиться играть на пианино в раннем возрасте. В школе он присоединился к оркестру и джаз-группе, а позже проходил обучение в Королевской академии музыки, получив степень по сочинению музыки. В течение следующих трёх лет он жил и путешествовал по Японии, зарабатывая обучением английскому языку и изучая различные этнические инструменты. В дальнейшем он переехал в Лос-Анджелес, где зарабатывал сочинением музыки для компьютерных игр и участвовал в программе написания саундтреков к фильмам Университета Южной Калифорнии. По словам Кокера, стать композитором его вдохновили работы Алана Сильвестри над саундтреком к «Форресту Гампу» и Star Wars: X-Wing vs. TIE Fighter.

### Ori and the Blind Forest
В 2011 году Кокер сочинил сопутствующую музыку к прототипу Ori and the Blind Forest по просьбе руководителя проекта, Томаса Малера, наткнувшегося на его работы. При написании саундтрека Кокер получил от студии полную свободу действий и сочинял музыку в основном на основе визуальных образов. Он работал над идеей использования инструментов, представляющих определённую область в игре — так, в дереве Гинзо играет музыка с использованием деревянной перкуссии. Также он активно сотрудничал с программистами игры, чтобы настроить темп и синхронизацию музыки. Саундтрек был записан на студии Ocean Way Nashville Recording Studios с помощью оркестра Nashville Studio Orchestra.
Саундтрек был положительно оценён как критиками, так и фанатами, а также получил ряд наград, в том числе был номинирован на премию BAFTA за лучший саундтрек. Кирк Хамльтон из Kotaku оценил оркестровый подход к саундтреку, сравнив его с работами Дзё Хисаиси для фильмов Studio Ghibli. Бен Сильверман из Yahoo назвал работу «великолепным саундтреком», сравнив её с музыкой для «Ходячего замка».

## Участие в играх
| Год  | Название                                  | Разработчик       | Примечание |
| ---- | ----------------------------------------- | ----------------- | --- |
| 2011 | inMomentum                                | Digital Arrow     | |
| 2012 | Primal Carnage                            | Lukewarm Media    | |
| 2015 | Ori and the Blind Forest                  | Moon Studios      | |
| 2015 | The Mean Greens - Plastic Warfare         | Code Headquarters | |
| 2016 | The Unspoken                              | Insomniac Games   | |
| 2016 | Minecraft                                 | Mojang            | Дополнения: Chinese Mythology, Egyptian Mythology, Greek Mythology, Norse Mythology, Battle & Tumble, Pirates of the Caribbean |
| 2017 | Ark: Survival Evolved                     | Studio Wildcard   | |
| 2019 | Darksiders Genesis                        | Airship Syndicate | |
| 2020 | Ori and the Will of the Wisps             | Moon Studios      | |
| 2020 | Dota 2                                    | Valve             | Музыка для The International 10                                                                                                |
| 2020 | Immortals Fenyx Rising                    | Ubisoft Quebec    | |
| 2020 | Super Smash Bros. Ultimate                | Nintendo          | «Clockwork Crafter», позаимствованная из Minecraft Battle & Tumble                                                             |
| 2021 | Halo Infinite                             | 343 Industries    | Совместная работа с Кёртисом Швейцером и Джоэлом Корелицем                                                                     |
| 2021 | Ruined King: A League of Legends Story    | Riot Games        | |
| 2022 | Ark II                                    | Studio Wildcard   | |
| 2023 | The Mageseeker: A League of Legends Story | Riot Games        | |
| 2023 | Wayfinder                                 | Airship Syndicate | |
| 2025 | No Rest for the Wicked                    | Moon Studios      | |

## Награды
| Год  | Работа                        | Награда                                          | Результат | Источник |
| ---- | ----------------------------- | ------------------------------------------------ | --------- | -------- |
| 2015 | Ori and the Blind Forest      | D.I.C.E. Award for Outstanding Music Composition | Победа    | [ 15 ]   |
| 2015 | Ori and the Blind Forest      | Golden Joystick Award for Best Audio             | Победа    | [ 16 ]   |
| 2015 | Ori and the Blind Forest      | BAFTA Game Award for Best Music                  | Номинация | [ 17 ]   |
| 2015 | Ori and the Blind Forest      | HMMA Award for Best Original Score - Video Game  | Номинация | [ 18 ]   |
| 2020 | Ori and the Will of the Wisps | The Game Award for Best Score and Music          | Номинация | [ 19 ]   |